# Costei, Bacău
Costei este un sat în comuna Săucești din județul Bacău, Moldova, România. Dezafectat în perioada comunistă, satul nu mai există decât cu numele, în legea administrației locale.